# 's-Grevenhoef
’s-Grevenhoef was een kasteel in het Nederlandse dorp Lienden, provincie Gelderland. Op het voormalige kasteelterrein staat anno 2022 een boerderij.

## Geschiedenis
Het is niet bekend wanneer het kasteel is gesticht. De naam ’s-Grevenhoef wijst op een mogelijke bouwdatum vóór 1339: in dat jaar werd graaf Reinald II namelijk tot hertog verheven, waardoor het woord ‘graaf’ nog vóór die datum aan het kasteel gegeven moet zijn. De eerste schriftelijke vermelding van het kasteel dateert overigens pas uit 1424: Claes van Aefferden werd toen met het huis beleend.
In 1463 kwam het kasteel door vererving in handen van de familie Foyert. Op 6 oktober 1521 werd Sander van Grootveld met ’s-Grevenhoef beleend. Deze Sander was waarschijnlijk van moederszijde verwant met de familie Foyert. Hij richtte het poortgebouw in als woonverblijf.
In 1559 kreeg de familie Van Hattem het kasteel in eigendom. Het leenaktenboek vermeldt dan voor het eerst de naam ’s-Grevenhoef.
Van 1607 tot 1736 werd de familie Vonck beleend met het kasteel. Zij hebben het waarschijnlijk niet permanent bewoond, omdat er ook bewoners bekend zijn van buiten de familie. Wel was het kasteel de trouwlocatie voor Gijsbert Vonck van Lynden die er met zijn achternicht Willemina in het huwelijk trad. In 1732 overleed Gijsbert, die in het overlijdensregister omschreven werd als ‘Capiteyn Vonck van de Poort’. Vier jaar later overleed Willemina. Als erfgenamen kregen Zeger Jan van Lauwick en Wilhelmina Lucretia de Win het kasteel in leen. De familie De Win bleef eigenaar tot 1788. In dat jaar moest de oranjegezinde Daniel Louis de Win vluchten voor de patriotten, waarna de Poort werd geplunderd. Overigens zou er toen alleen nog sprake zijn van grachten en tuinen, alhoewel in 1794 een document toch weer melding maakt van ‘huize ’s-Grevenhoef’.
In 1879 werd het goed, met de toenmalige boerderij, publiekelijk verkocht. De nieuwe eigenaar werd landbouwer Willem-Jan Daniels, die de boerderij deels afbrak. In 1888 verkocht hij alles aan Jan Brenkman, die de restanten van de boerderij weer geschikt maakte voor bewoning.

## Naamgeving
Het kasteel heeft meerdere benamingen gekend. De naam ‘s-Grevenhoef lijkt te verwijzen naar een ontstaan vóór 1339, het jaar waarin graaf Reinald II verheven werd tot hertog. Later kreeg het kasteel benamingen die een variant waren op ‘poort’. Zo is de naam ‘Alexandrijnse Poort’ waarschijnlijk afgeleid van bewoner Sander van Grootveld. Latere namen voor het kasteel waren ‘De Witte Poort’ of ‘De Poort’. In 1559 kwam ’s-Grevenhoef officieel in gebruik. De laatste telgen van de familie Vonck werden als ‘van de Poort’ betiteld, hetgeen er mogelijk ook op wijst dat van het kasteel toen alleen nog het poortgebouw restte.

## Beschrijving
Het kasteelterrein meet 110 bij 103 meter en bestaat uit twee woerden, oftewel kunstmatig opgehoogde gedeeltes. Op het ronde gedeelte bevindt zich de huidige boerderij. Op de langwerpige woerd zal het eigenlijke kasteel hebben gestaan. Rondom het terrein bevinden zich restanten van (al dan niet dichtgegooide) grachten.
In de boerderij zijn resten aanwezig die duiden op hergebruik van ouder sloopmateriaal, zoals kloostermoppen. Ook zijn er muurdelen en een aanzet tot een keldergewelf behouden gebleven die mogelijk aantonen dat de boerderij delen van het oorspronkelijke poortgebouw bevat.
De boerderij is een gemeentelijk monument.
Aalst · Aardenburg · Acquoy · Aerdt · Agistaldaburg · Ahof · Aldenhaag · Aller · Ambe · Ammersoyen · Ampsen · Andelst · Angeroyen · Appelburg · Appelse walburg · Appeltern · Arler · Baak · Babberich · Baer · Baerle · Bakerbosch · Balgoij · Barlham · Batenburg · Beek · Beerenclaauw · Bemmel · Bevervoorde · Bergh · Biljoen · Bingerden · Blankenborg (Laren) · Blankenborg · Blauwe Huis · Blokhuis (Ravenswaaij) · Boelenham · Boetselaersborg · Borculo · Boswaai · Brakel · Den Brakel · Den Bramel · Bredevoort · Broekhuizen · Bronkhorst · Bruchem · Bruinhorst · Brunsberg · Bulkestein · Bunswaard · Burcht van Tiel · Buren · De Buurse · Byland · Byvanck · Caetshage · Camphuysen · De Cannenburch · de Cloese · Coldenhove · Culemborg · Dedinckweerd · Delwijnen · Didam · Diepenbroek · Hof te Dieren · Huis Dijck · Dikke Tinne · Doddendaal · Dodewaard · Doornenburg · Doornik · Doorwerth · Dooyenburg · Dorth · Doseburg · Drakenburg · Dreumel · Druten · Duivelshuis · Eerbeek · De Ehze · Elburg · Eldrik · Emmerik · Engelenburg · Groot Engelenburg · Engelrode · Enghuizen · Enspijk · De Essenburgh · Essenpas · Est · Fokkinck · Gameren · Geerestein · Geldermalsen · De Gelderse Toren · Geldersweerd · Gellicum · Gendt · Gennepestein · Glindhorst · Goudenstein · ‘s-Grevenhoef · Groot Hell · Groenlo · Groesbeek · Huis te Groesbeek · Grunsfoort · Gulden Spijker · Hackfort · Hackforts Veenhuis · Hagen · Hagevoort · Hamerden · Hanepol · Harreveld · Harslo · Hassink · Het Haveke · Hedel · Heeckeren · De Heegh · Hees · De Heest · Hellouw · Hemmen · Hernen · Motte van Hernen · Heumen · Heusden · Hoekelum · Hoekenburg · De Hoeve · De Hof · Hof d'Ooy · Hof van Arkel · Huis het Holt · Holthuis · Het Holtslag · Ter Horst · Houberg · St. Hubertus · Huissen · Hulhuizen · Hulkestein · Hulsen · Hunneschans bij De Duno · Hunneschans bij Uddel · Jonker Bloo · 't Joppe · De Kamp · Karssenberg · Kemnade · Keppel · Kermestein · Kernhem · Kervel · Kiefskamp · De Kinkelenburg · Klein Enghuizen · Kleverburg · Kortenhoeve · Laag Helbergen · Lakenburg · Landfort · Langen · Latenstein · De Lathmer · Lathum · Ter Lede · Leegpoel · Leemcuyl · Leeuwen · Leeuwenbergh · Lensenburg · Lent · Leur · Leuvenum · Leyenburg · Lichtenvoorde · Lievenstein · Loenen · Loevestein · Loil · Loowaard · Luynhorst · Hof te Maasbommel · Magerhorst · Malburgen · Malderburcht · Malsen · Manhorst · Marhulsen · De Marsch · Marveld · Mathena · Maurik · Medel · Medestein · 't Medler · Meinerswijk · De Mellard · Mensink · Mergelp · Meteren · 't Meyerink · Middachten · Millingen · Mussenberg · Nagelhorst · Nederhagen · Nederhemert · Neerijnen · Huis Neerijnen · De Nesch · Nettelhorst · Nieuwe Blokhuis ·  Nijburg · Nijenbeek · Old Putten · Notenstein · Nye Huis · Olde Spijker · Oldenaller · Oldenhof (Driel) · Oldenhof (Heteren) · De Ooij · Oolde · Oud Oolde · Oosterhout · Ophemert · Opijnen · Oud Ampsen · Oude Blokhuis · Het Oude Loo · Oude Voorst · Oudenborch · Oud-Wisch · Huis te Overasselt · Overeng · Overhagen · Overlaar · 't Oye · Palmestein · De Parck · Persingen · Plekenpol · Ploen · Pluimenburg · Poederoijen · Poelwijck · Poelwijk · De Pol (Dreumel) · Huis de Poll (Huis te Gietelo) · De Poll (Huissen) · Pollenbering · Pollenstein · Puttenstein · Het Raasink · Ravenhorst · De Rees · Ressen · Reuversweerd · Reygersfoort · Rhijnestein · Huis Rijswijk · Rode Toren · Roode Wald · Rosande · Rosendael · Rossum · Rumpt · Ruurlo · Rijsselt · Schadewijk · Schaffelaar · Scherpenzeel · Schoonbroek · Schoonderbeek · Schoonenburg · Schuilenburg · Schuilkerke · Hof te Seelbeek · Sevenaer I · Sevenaer II · Sinderen (Oude IJsselstreek) · Sinderen (Voorst) · Slangenburg · Sleeburg · Slimsijp · De Snor · Soelen · Spaansweerd · Spaldorp · Spijk · Staverden · Sterkenburg · Swanepol · Tarthorst · Teisterbant (Kerk-Avezaath) · Teisterbant (Kerkdriel) · Ter Dicke · Tolhuis · Tolhuis (Tiel) · Tollenburg · Tongerlo · Toren van Wely · Tuil · Ubbergen · Uilenburg (Ewijk) · Uilenburg (Heteren) · Ulenpas · Ulft · Upladen · Valburg · Valkhofburcht · Valkhofpalts · Vanenburg · Varik · Hof te Varsseveld · 't Velde · Velhorst · Verwolde · Vierakker · De Voorst · Voorstonden · Vorden · Vosbergen · Vredenburg · Vredestein (Driel) · Vredestein (Ravenswaaij) · Vuren · Waardenburg · Waddestein · Wadenoijen · Waede · Wageningen · Walfort · 't Waliën · De Wardt · Watergoor · Watermeerwijk · Wayenstein (Huis te Herwijnen) · Well (Huis van Malsen) · Weijenrade · Westenburg · Westerholt · Weurt · De Wiersse · Wijenburg (Echteld) · De Wildenborch · De Wildt · Wilp · Wilperhorst · Winssen · Wisch · Wychen · Wolfswaard · Woolbeek · Yrst · IJzendoorn · Zeeland · Zilveren Spijker · Zuilichem · Zwaluwenburg · Zwanenburg (Heerde) · Zwanenburg (Megchelen)